# Cethosia algitha
Cethosia algitha är en fjärilsart som beskrevs av Hans Fruhstorfer 1912. Cethosia algitha ingår i släktet Cethosia och familjen praktfjärilar. Inga underarter finns listade i Catalogue of Life.